# Protothelenella petri
Protothelenella petri är en lavart som beskrevs av Helmut Mayrhofer och Josef Poelt. Protothelenella petri ingår i släktet Protothelenella, och familjen Protothelenellaceae. Arten är reproducerande i Sverige.